# 까치산역
까치산역(Kkachisan station, 까치山驛)은 대한민국 서울특별시 강서구 화곡동에 있는 수도권 전철 5호선과 신정지선의 전철역이자 환승역이다. 신정지선의 경우 이 역부터 신도림역까지 모두 지하 구간이다.

## 역사
- 1996년 3월 20일: 서울 지하철 5호선 방화역 ~ 까치산역 구간 개통과 함께 종착역으로 영업 개시, 동시에 서울 지하철 2호선 신정지선도 신정네거리역 ~ 까치산역 연장 개통
- 1996년 8월 12일: 서울 지하철 5호선 까치산역 ~ 여의도역까지 연장 개통과 함께 중간역이 됨

## 역 구조
두 노선은 역사를 공유하고 있다. 2면 2선을 5호선이 이용하고 5호선 하행(하남검단산·마천 방향) 승강장과 붙어 있는 나머지 1면 1선을 신정지선이 이용한다. 언덕 위에 있는 대합실에 비하여 승강장은 매우 깊은 곳에 있으며, 대합실이 있는 지하 2층과 승강장이 있는 지하 5층이 에스컬레이터로 직접 연결되어 있다. 출입구는 4개이다.

### 승강장
2면 3선식 승강장을 갖춘 지하역이며, 완전밀폐형 스크린도어가 설치되어 있다.
| 시·종착역(신정지선)/화곡(5호선) ↑    |
| 상하 \| 상                           |
| ↓ 신정네거리(신정지선)/↓ 신정(5호선) |

| 상행 | ● 신정지선          | 당역 종착 양천구청 · 신도림 방면                                  |
| 상행 | ● 수도권 전철 5호선 | 화곡 · 김포공항 · 방화 방면                                       |
| 하행 | ● 수도권 전철 5호선 | 목동 · 오목교 · 여의도 · 충정로 · 광화문 · 하남검단산 · 마천 방면 |

### 환승
신정지선과 5호선 하행(하남검단산·마천)은 같은 승강장에서 평면환승을 할 수 있으나 5호선 상행(방화)은 지하 2층의 대합실과 화곡역 방면 맨 끝에 있는 통로를 경유하여야 한다.

## 역 주변
- 화곡8동
- 까치산시장
- 화곡2동
- 화곡8동주민센터
- 화곡1동
- 화곡1동주민센터
- 곰달래길
- 화곡터널
- 화원중학교

## 특이사항

### 승강장 행선안내 설비
2017년 5월 31일 서울교통공사가 출범하기 이전까지 까치산역은 역사 전체를 서울특별시 도시철도공사에서 운영하였다. 따라서 서울 지하철 2호선 신정지선 승강장의 경우, 서울메트로의 방식이 아닌 서울특별시 도시철도공사 방식의 행선안내게시기와 방송 설비를 갖추고 있었으며 서울특별시 도시철도공사와 동일한 방식으로 행선지 정보 표출 및 안내방송을 내보냈다. 다만 신정지선 승강장의 설치되어 있는 스크린도어는 서울교통공사의 소유였다.

## 이용객 변동
개집표기가 5호선 측으로 통합되어 있어 이용객 수는 모두 5호선 이용객으로 집계된다.
| 노선  | 노선    | 일평균 인원수 (명/일) | 일평균 인원수 (명/일) | 일평균 인원수 (명/일) | 일평균 인원수 (명/일) | 일평균 인원수 (명/일) | 일평균 인원수 (명/일) | 일평균 인원수 (명/일) | 일평균 인원수 (명/일) | 일평균 인원수 (명/일) | 일평균 인원수 (명/일) | 각주  |
| 노선  | 노선    | 2000년                | 2001년                | 2002년                | 2003년                | 2004년                | 2005년                | 2006년                | 2007년                | 2008년                | 2009년                | 각주  |
| ----- | ------- | --------------------- | --------------------- | --------------------- | --------------------- | --------------------- | --------------------- | --------------------- | --------------------- | --------------------- | --------------------- | ----- |
| 5호선 | 승차    | 22,177                | 24,491                | 25,744                | 27,371                | 27,137                | 27,964                | 28,381                | 28,401                | 28,592                | 28,656                | [ 1 ] |
| 5호선 | 하차    | 19,398                | 21,096                | 22,148                | 23,364                | 22,792                | 25,172                | 25,529                | 25,569                | 26,017                | 26,249                | [ 1 ] |
| 5호선 | 승·하차 | 41,575                | 45,587                | 47,892                | 50,735                | 49,929                | 53,136                | 53,910                | 53,970                | 54,609                | 54,905                | [ 1 ] |
| 노선  | 노선    | 2010년                | 2011년                | 2012년                | 2013년                | 2014년                | 2015년                | 2016년                | 2017년                | 2018년                |                       | [ 1 ] |
| 5호선 | 승차    | 28,995                | 29,082                | 29,442                | 29,738                | 30,313                | 30,282                | 30,033                | 30,060                | 30,185                |                       | [ 1 ] |
| 5호선 | 하차    | 26,884                | 27,152                | 27,661                | 28,134                | 28,637                | 28,497                | 28,371                | 28,455                | 28,592                |                       | [ 1 ] |
| 5호선 | 승·하차 | 55,879                | 56,234                | 57,103                | 57,872                | 58,950                | 58,779                | 58,404                | 58,515                | 58,777                |                       | [ 1 ] |

## 갤러리

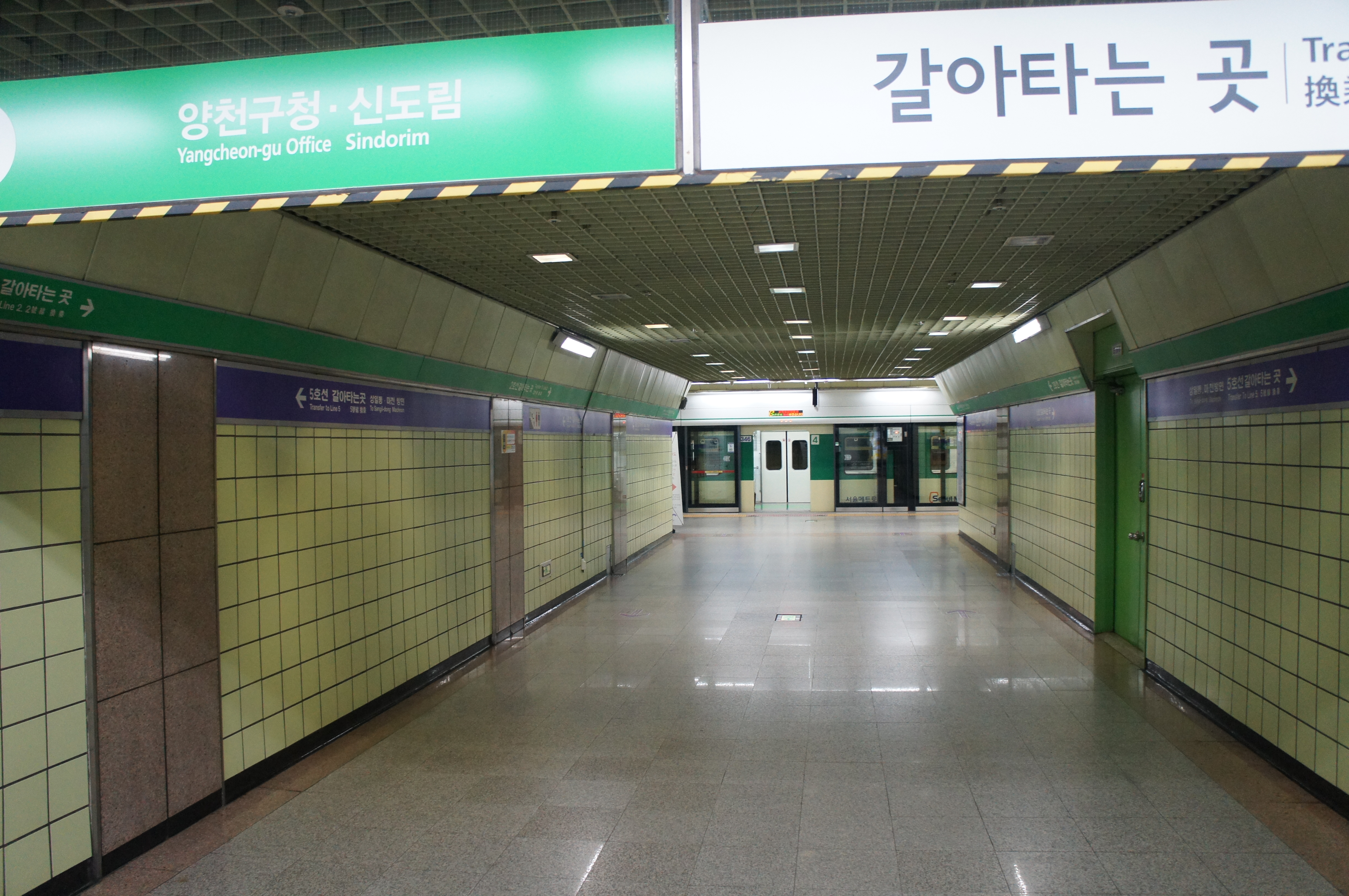
환승통로
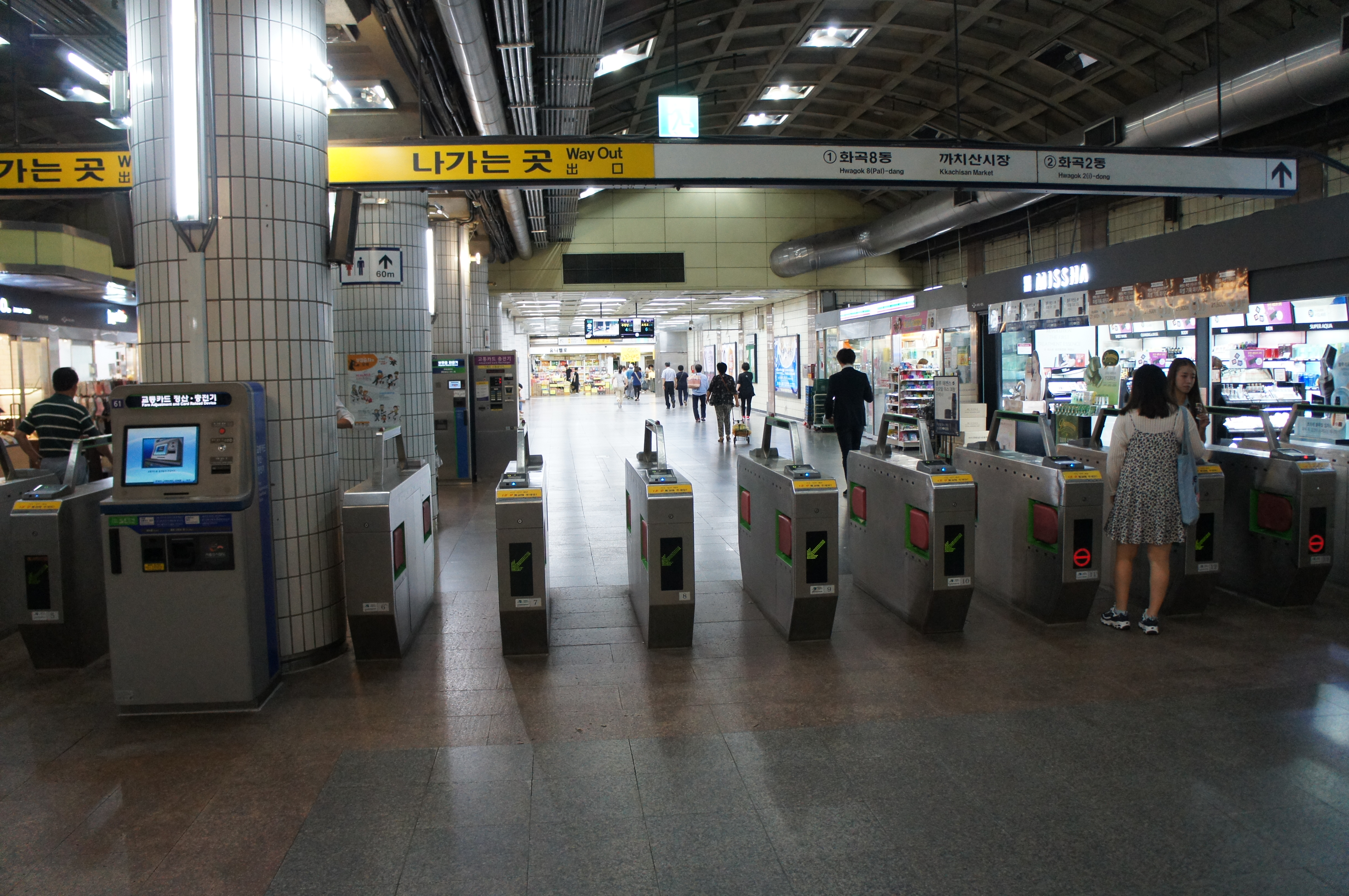
개찰구
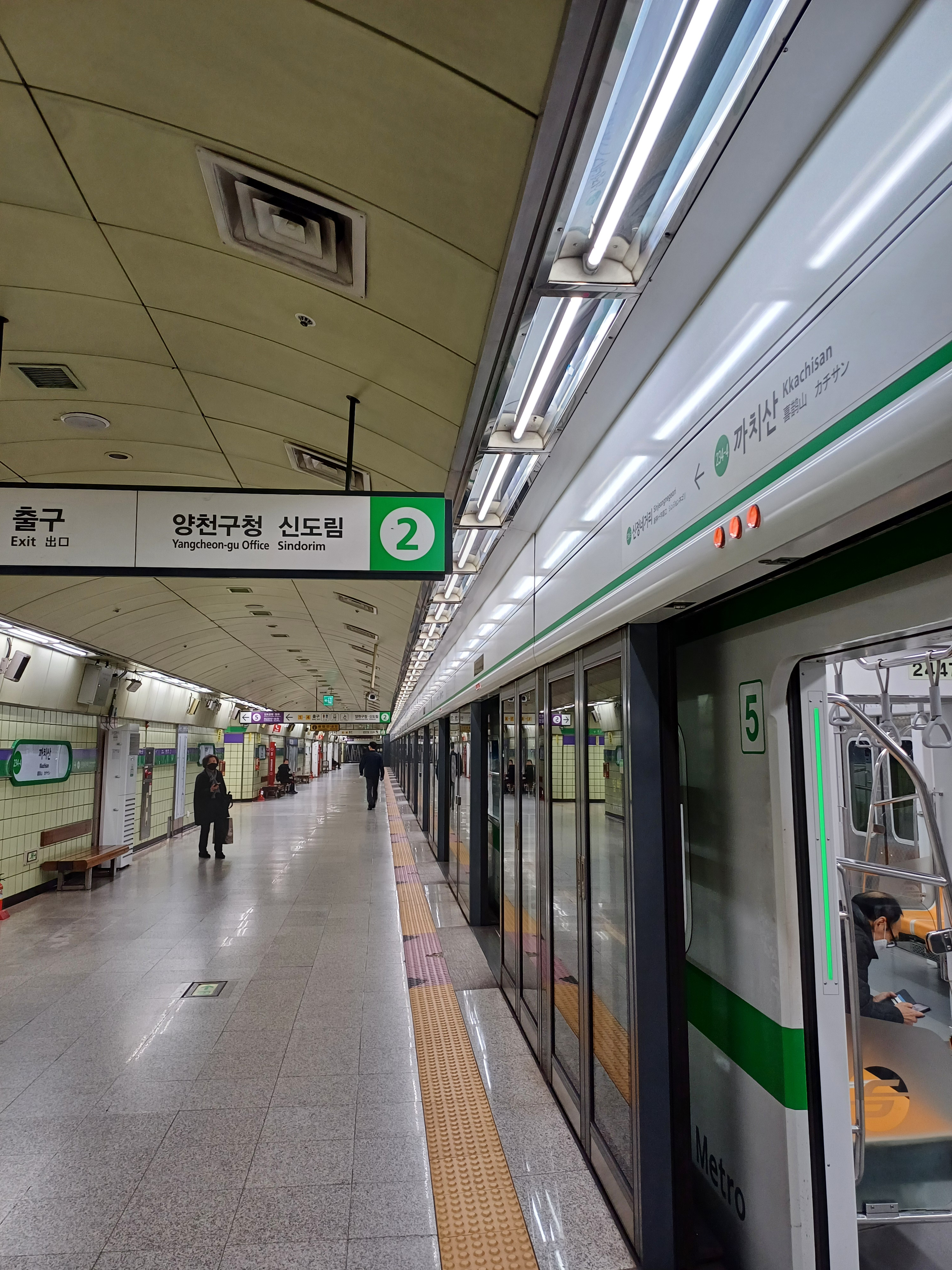
2호선 승강장
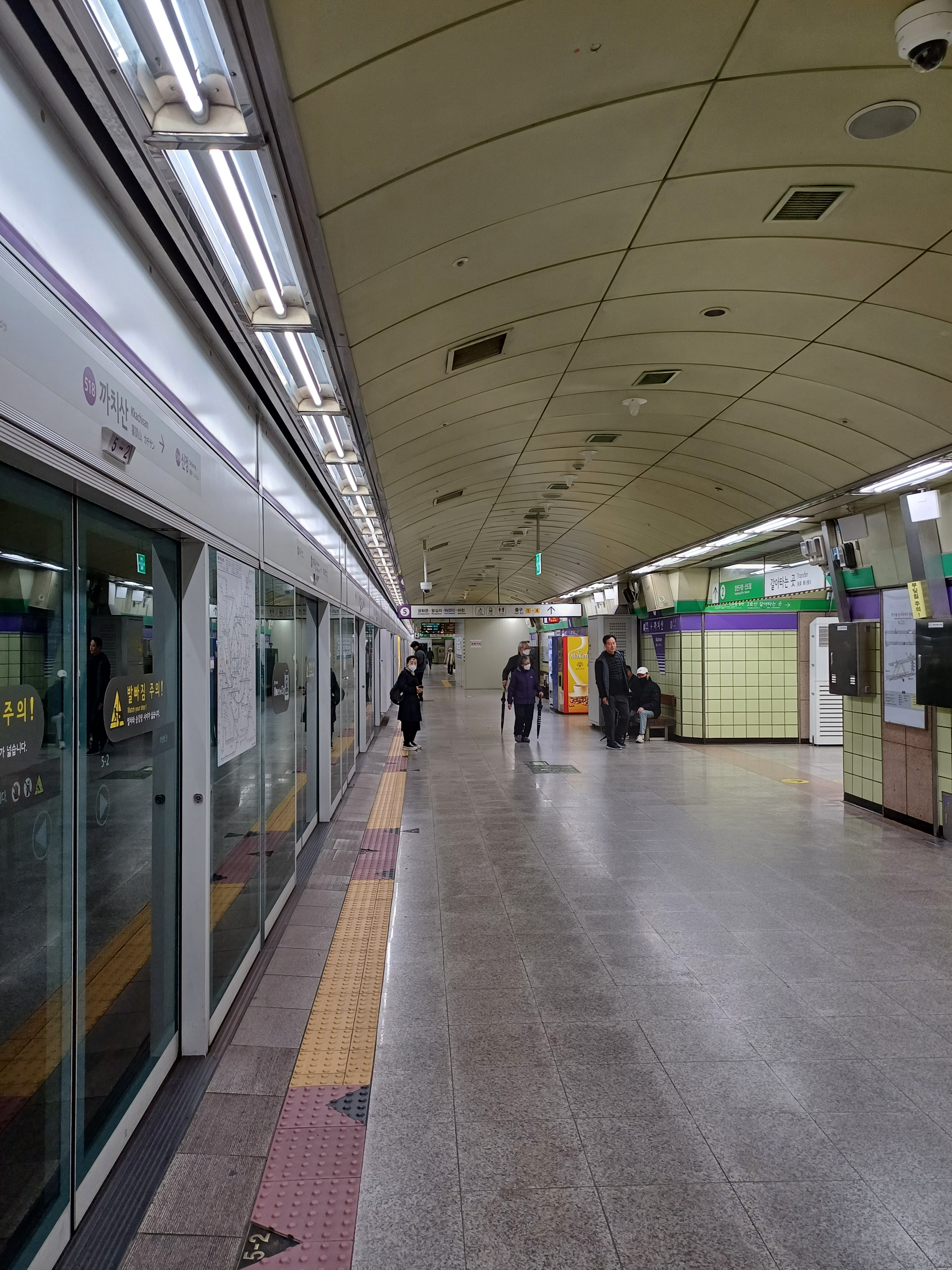
5호선 승강장

## 같이 보기
- 까치울역

## 인접한 역
| 신정지선                     | 신정지선                     | 신정지선                              |
| ---------------------------- | ---------------------------- | ------------------------------------- |
| 234-3 신정네거리 신도림 방면 | ● 서울 지하철 2호선 신정지선 | 시·종착역                             |
| 수도권 전철 5호선            |                              |                                       |
| 517 화곡 방화 방면           | ● 수도권 전철 5호선          | 519 신정(은행정) 하남검단산·마천 방면 |